# RAID: World War II
RAID: World War II — компьютерная кооперативная игра для четырёх игроков с видом от первого лица. События игры происходят во времена Второй Мировой войны. Игру разработала студия Lion Game Lion, издателем выступила Starbreeze Studios. Игра вышла 26 сентября 2017 года на платформе Microsoft Windows, 10 октября 2017 года на платформах Xbox One, PlayStation 4.

## История
Европа в панике. Нацисты стремятся создать новый мировой порядок любыми средствами, которые они сочтут необходимыми. Боевая машина кажется неостановимой, поскольку пули уже не могут помешать её натиску. Но иногда лучший способ остановить военную машину — изнутри. Четыре человека: англичанин Стерлинг, американец Ривет, русский Курган и немец Вольфганг, ранее за тяжкие преступления приговорённые к смертной казни, объединяются под волей таинственной англичанки Мисс Уайт, с целью сделать все возможное, чтобы свергнуть нацистский гнёт. Их безрассудные пути идеальны, поскольку они отправляются в Европу, чтобы саботировать, убивать и распылять все, на чём есть свастика, а также прибирать к рукам нацистское золото.

## Геймплей
Основу игры составляют миссии, представляющие собой боевые операции. Каждая миссия ставит перед игроком несколько задач, связанных с борьбой против нацистского наступления и присвоением вражеского имущества. Всё украденное можно использовать для улучшения боевых возможностей группы. Уникальность прохождения миссии обеспечивается за счёт карточек испытаний, дающих различные бонусы.
В распоряжении игроков четыре героя и четыре игровых класса соответственно: разведчик, подрывник, штурмовик и мятежник. Каждый класс имеет свое древо навыков, а также особое преимущество. Всех героев допускается персонализировать и выбрать оружие. Персонажам предлагается использовать модифицируемое оружие, подходящее для штурма и скрытного прохождения. Есть верстак, где можно улучшить оружие, сменив приклад, рукоять, прицел, ствол и т. д.

## Персонажи

### Протагонисты
- Стерлинг (англ. Sterling) — опустившийся офицер, обладает наибольшим опытом боевых действий. За его типично английским юмором и утончёнными манерами скрывается беспощадный и жестокий боец. При себе имеет карманные часы, носит читальные очки и красный берет.
- Ривит (англ. Rivet) — крутой парень из неблагополучного района Чикаго. Он вырос в семье гангстеров и с детства усвоил, что если хочешь выжить — придётся драться.
- Курган (англ. Kurgan) — русский пехотинец. Воевал под Ленинградом, где был предан своим командиром и чуть не погиб, но в итоге отследил и зарубил предателя лопатой. Носит противогаз и шапку-ушанку с советской звездой.
- Вольфганг (англ. Wolfgang) — образцовый офицер СС, которого из зависти оклеветал перед партией бывший сослуживец. Теперь он жаждет свергнуть режим, которому когда-то присягал на верность. Носит повязку на глазу и кепку немецкого офицера.

### Союзники
- Мисс Уайт (англ. Miss White) — секретный агент Британской разведки. Объединила главных героев в банду RAID, с условием: если они помогут, то они будут свободны и смогут получить награбленное немецкое золото. Проводит инструктажи перед каждой миссией, а также связывается с командой из пунктов связи на карте.
- Штаб (англ. Control) — связной банды RAID. Является дедом Альдстоуна — дворецкого Хокстона из игры Payday 2. Актёр и прообраз — Джон Клиз.

### Антагонисты
- Адольф Гитлер (англ. Adolf Hitler) — основатель тоталитарной диктатуры Третьего рейха, вождь Национал-социалистической немецкой рабочей партии, рейхсканцлер и фюрер Германии. В игре является карикатурным сатирическим персонажем, который появляется в кат-сцене после каждой завершенной или проигранной миссии.

## Разработка
RAID: World War II разрабатывается Lion Game Lion, хорватской студией, которая стала известна благодаря созданию DLC для Payday 2. Команда RAID: World War II предпочла работать с Diesel Engine, разработанным и поддерживаемым компанией Overkill Software, потому что у них большой опыт работы с данным движком после разработки DLC для Payday 2. Бюджет игры составляет 8 миллионов долларов США, игра финансировалась Starbreeze Studios.

## Рецензии и отзывы
Игра получила негативные отзывы. Так, Game Informer поставил игре 60/100, игровое издание igm - 5/10, заявив: «Вторая Мировая Война - это ад. Эта игра лишь немногим лучше». Polygon оценил игру в 3,5/10. Порицались низкая оптимизация, слабый ИИ, качество графики и однообразие декораций на игровых уровнях.